# Férfi kenu kettes 1000 méter az 1992. évi nyári olimpiai játékokon
Az 1992. évi nyári olimpiai játékokon a kajak-kenu férfi kenu kettes 1000 méteres versenyszámát augusztus 4. és 8. között rendezték Castelldefels-ben.

## Versenynaptár
| Dátum                         | Forduló  |
| ----------------------------- | -------- |
| 1992. augusztus 4., kedd      | Előfutam |
| 1992. augusztus 6., csütörtök | Elődöntő |
| 1992. augusztus 8., szombat   | Döntő    |

## Eredmények
Az időeredmények másodpercben értendők. A rövidítések jelentése a következő:
- Q: továbbjutás helyezés alapján
- q: továbbjutás időeredmény alapján
- DSQ: kizárás

### Előfutamok
Az előfutamokból az első két helyezett automatikusan a döntőbe jutott, a többiek az elődöntőbe kerültek.
| Helyezés | Név                                   | Nemzet                  | Idő      | Mj       |
| 1. futam | 1. futam                              | 1. futam                | 1. futam | 1. futam |
| -------- | ------------------------------------- | ----------------------- | -------- | -------- |
| 1.       | Ulrich Papke Ingo Spelly              | Németország (GER)       | 3:32,08  | Q        |
| 2.       | Arne Nielsson Christian Frederiksen   | Dánia (DEN)             | 3:32,32  | Q        |
| 3.       | Martin Marinov Blagoveszt Sztojanov   | Bulgária (BUL)          | 3:33,57  |          |
| 4.       | Dariusz Koszykowski Mariusz Walkowiak | Lengyelország (POL)     | 3:38,72  |          |
| 5.       | Andrew Train Stephen Train            | Nagy-Britannia (GBR)    | 3:40,13  |          |
| 6.       | José Antonio Romero José Ramón Ferrer | Mexikó (MEX)            | 3:41,10  |          |
| 7.       | Fernando Zamora Juan Aballí           | Kuba (CUB)              | 3:48,78  |          |
| 2. futam |                                       |                         |          |          |
| 1.       | Gheorghe Andriev Nikolaï Juravschi    | Románia (ROU)           | 3:34,92  | Q        |
| 2.       | Didier Hoyer Oliver Boivin            | Franciaország (FRA)     | 3:35,82  | Q        |
| 3.       | Pálizs Attila Kolonics György         | Magyarország (HUN)      | 3:37,55  |          |
| 4.       | Olekszij Ihrajev Aleksandr Gramovich  | Egyesített Csapat (EUN) | 3:38,11  |          |
| 5.       | Larry Cain David Frost                | Kanada (CAN)            | 3:38,84  |          |
| 6.       | Tójama Kacuja Ucsino Cunehisza        | Japán (JPN)             | 3:52,11  |          |
| 7.       | Wyatt Jones Gregory Steward           | Egyesült Államok (USA)  | 4:01,65  |          |

### Elődöntő
Az elődöntő futamaiból az első két helyezett, valamint a legjobb időt elérő harmadik helyezett jutott a döntőbe.
| Helyezés | Név                                   | Nemzet                  | Idő      | Mj       |
| 1. futam | 1. futam                              | 1. futam                | 1. futam | 1. futam |
| -------- | ------------------------------------- | ----------------------- | -------- | -------- |
| 1.       | Pálizs Attila Kolonics György         | Magyarország (HUN)      | 3:43,96  | Q        |
| 2.       | Fernando Zamora Juan Aballí           | Kuba (CUB)              | 3:46,01  | Q        |
| 3.       | Andrew Train Stephen Train            | Nagy-Britannia (GBR)    | 3:46,36  |          |
| 4.       | Dariusz Koszykowski Mariusz Walkowiak | Lengyelország (POL)     | 3:48,88  |          |
| 5.       | Tójama Kacuja Ucsino Cunehisza        | Japán (JPN)             | 3:57,81  |          |
| 2. futam |                                       |                         |          |          |
| 1.       | Martin Marinov Blagoveszt Sztojanov   | Bulgária (BUL)          | 3:39,58  | Q        |
| 2.       | Olekszij Ihrajev Aleksandr Gramovich  | Egyesített Csapat (EUN) | 3:39,66  | Q        |
| 3.       | Larry Cain David Frost                | Kanada (CAN)            | 3:40,86  | q        |
| 4.       | José Antonio Romero José Ramón Ferrer | Mexikó (MEX)            | 3:44,13  |          |
|          | Wyatt Jones Gregory Steward           | Egyesült Államok (USA)  | DSQ      |          |

### Döntő
| Helyezés | Név                                  | Nemzet                  | Idő     | Mj |
| -------- | ------------------------------------ | ----------------------- | ------- | -- |
| Arany    | Ulrich Papke Ingo Spelly             | Németország (GER)       | 3:37,42 |    |
| Ezüst    | Arne Nielsson Christian Frederiksen  | Dánia (DEN)             | 3:39,26 |    |
| Bronz    | Didier Hoyer Oliver Boivin           | Franciaország (FRA)     | 3:39,51 |    |
| 4.       | Gheorghe Andriev Nikolaï Juravschi   | Románia (ROU)           | 3:39,88 |    |
| 5.       | Pálizs Attila Kolonics György        | Magyarország (HUN)      | 3:42,86 |    |
| 6.       | Martin Marinov Blagoveszt Sztojanov  | Bulgária (BUL)          | 3:43,97 |    |
| 7.       | Larry Cain David Frost               | Kanada (CAN)            | 3:46,21 |    |
| 8.       | Olekszij Ihrajev Aleksandr Gramovich | Egyesített Csapat (EUN) | 3:53,90 |    |
| 9.       | Fernando Zamora Juan Aballí          | Kuba (CUB)              | 4:00,06 |    |